# شکارچی (اسطوره)

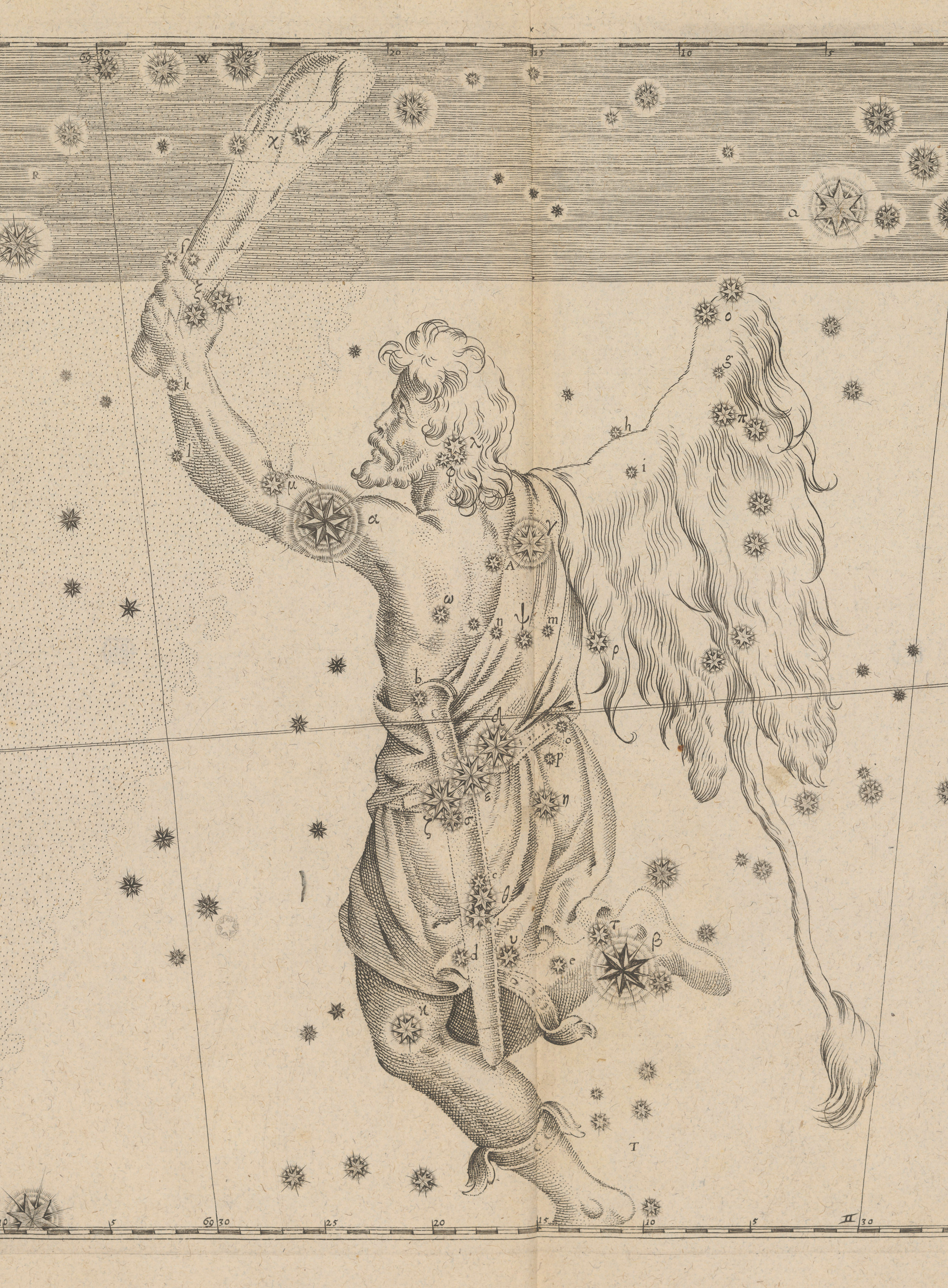
تصویر شکارچی طراحی از ژوهان بایر

شکارچی(به انگلیسی: Orion) (یونانی Ωρίων یا Ὠαρίων) یک اسطوره یونانی است که شکارچی بوده و اکنون صورت فلکی شکارچی به نام اوست.
داستان‌های متفاوتی دربارهٔ شکارچی وجود دارد. دو داستان متفاوت دربارهٔ تولد وی و چند داستان متفاوت دربارهٔ مرگ وی وجود دارد. در داستانی که بیش از بقیه مشهور است نام مادر او میروپ و نام استاد او در شکارچی گری آرتمیس بوده‌است. به نقل از کتاب ادیسه وقتی الهه سپیده دم به اوریون علاقه‌مند شد خدایان المپ به سبب علاقه‌مند شدن الهه ای به انسانی فانی برآشفتند و آرتمیس در اورتیژی او را به قتل رساند

## یادداشت
البته باید در نظر گرفت در برخی از نوشته ها میروپ معشوقه میروان شکارچی بوده که مادر و ۶ خواهر دیگر میروپ هم دنبال میکرده خاهران از ایزدان خاستند تا از شر میروان شکارچی خلاص شوند ایزدان دعای انان را مستجاب کرده و انان را ب شکل ۷ ستاره خوشه پروین در اوردند اما میروپ ب دلیل ازدواج با فردی فانی و گناهان او تصمیم گرفت ب کم نور ترین ستاره خوشه پروین تبدیل شود